# Uilleann pipes
Uilleann pipes [ˌɪlənˈpaɪps] (af irsk uilleann [ˈiːlʲən̪ˠ] "albue" og engelsk pipes, på irsk píoba uilleann) er en traditionel irsk sækkepibe. Navnet "albuepiber" kommer af at sækken får luft fra en blæsebælg som er fastgjort til albuen og hoften, mens sækken for de fleste sækkepibetypers vedkommende blæses op med luft fra lungerne.

## Historie
De første godt dokumenterede sækkepiber fra Irland er nærmest identiske med de highland pipes som fortsat bruges i Skotland. Disse kaldes på irsk píob mhór ("stor pibe"). 
Det tidligste bevarede uilleann pipes stammer fra andre halvdel af 1700-tallet. Dateringen er ikke helt sikker, for det er først i den senere tid forskningen på den historiske udvikling er kommet i gang. Formen som er normal blev udviklet omkring 1760–1780 og har ændret sig ganske lidt siden. Instrumentet blev kaldt union pipes i den første tid, irish pipes har også vært brugt.

## Beskrivelse
Klangen er rundere og volumenet meget lavere end den høje, skarpe lyd fra den skotske great highland bagpipe, så instrumentet kan spilles indendørs.
Uilleann pipes spilles næsten altid siddende. Blæsebælgen placeres under højre arm; under venstre sidder sækken. De tre dronet (baspinetne) lægges i fanget og kan skiftes ind- eller ud ved hjælp af en ventil. Derudover findes såkaldte regulators, normalt tre. Disse fungerer på samme måde som orgelpiber, dvs. at de ikke giver lyd fra sig før musikeren trykker en flap ned. Regulatorens flapper betjenes med højre hånds tommelfinger eller håndkant og producerer akkorder. Melodipiben, som kaldes chanter, er udstyret med et dobbelt rørblad og har et toneomfang på to oktaver; den højeste oktaven nås ved at "overblæse", altså øge lufttrykket. Enden på melodipiben hviler mod spillerens lår, bortset fra når de dybeste tonene spilles. Stakkatospil kan opnås ved at udøveren dækker åbningen af chanteren med låret, og så bare åbne og lukke de nødvendige gribehuller. Lukkes et gribehul før næste åbnes får man en stakkatovirkning fordi lyden dør bort når luftstrømmen lukkes af.
Instrumentet stemmes oftest i D, men det findes også såkaldte "flat-pitched pipes", en fællesbetegnelse på set stemt i cis, c, h (B) og b (B♭).  
Uilleann pipes bliver hovedsagelig fremstillet i sort ibenholt.